# Gabriella Aguiar
Gabriella Pequeno Costa Gomes de Aguiar (Fortaleza, 8 de março de 1990) é uma médica e política brasileira filiada ao Partido Social Democrático (PSD). É a atual vice-prefeita e secretária Municipal dos Direitos Humanos e Desenvolvimento Social da capital cearense Fortaleza.

## Biografia
Gabriella Aguiar é natural da capital cearense Fortaleza. É filha dos políticos Domingos Filho e Patrícia Aguiar, e irmã do também político Domingos Neto. Gabi cursou seu ensino médio e graduação na Unichristus, se formando em medicina e se especializando em geriatria. Fez residência de Clínica Médica no Hospital Geral de Fortaleza e de Geriatria no Hospital das Clínicas da Universidade de São Paulo. Com a experiência de um ano de fellowship no serviço de Medicina Interna do Hospital Kremlin Bicétre em Paris. Ela concluiu mestrado em Ciências Médico-Cirúrgicas na Universidade Federal do Ceará. É também professora de Geriatria da Unichristus e atua como membro do corpo clínico do Hospital Geral Waldemar de Alcântara e do Hospital Geral de Fortaleza.

## Carreira política
Em 2022, se lançou como candidata a deputada estadual do Ceará pelo PSD, tendo sido eleita com 83.128 votos, sendo a mais votada em 9 municípios, entre eles Tauá, seu berço político, conseguindo 15.149 votos. Gabriella foi empossada em fevereiro do ano seguinte. Em 30 de março de 2023, ela assumiu a presidência da Escola Superior do Parlamento Cearense (Unipace).
Na manhã de 29 de julho de 2024, Gabriella Aguiar foi confirmada como pré-candidata a vice-prefeita de Fortaleza na chapa liderada por Evandro Leitão (PT). Evandro afirmou em seu comunicado que: “É com grande satisfação que apresentamos Gabriella Aguiar, deputada estadual e médica geriatra, como nossa pré-candidata a vice-prefeita. Gabriella tem demonstrado talento e compromisso, especialmente na defesa das mulheres e dos idosos”. A oficialização da chapa ocorreu em 3 de agosto, durante a convenção do partido. Em 2 de outubro, a coligação avançou para o segundo turno das eleições com 34,26% dos votos na 2ª colocação. No segundo turno, a dupla conseguiu uma virada, sendo eleita com 50,38% dos votos contra a chapa encabeçada por André Fernandes (PL). Em 1° de janeiro de 2025, Gabriella Aguiar assumirá a vice-prefeitura de Fortaleza.

## Desempenho eleitoral
| Ano  | Eleição                | Cargo                                      | Partido | Votos   | %                 | Resultado | Ref.   |
| ---- | ---------------------- | ------------------------------------------ | ------- | ------- | ----------------- | --------- | ------ |
| 2022 | Estaduais do Ceará     | Deputada estadual                          | PSD     | 83.128  | 1,63%             | Eleita    | [ 13 ] |
| 2024 | Municipal de Fortaleza | Vice-prefeita Titular: Evandro Leitão (PT) | PSD     | 480.174 | 34,36% (1° turno) | Eleita    | [ 14 ] |
| 2024 | Municipal de Fortaleza | Vice-prefeita Titular: Evandro Leitão (PT) | PSD     | 716.133 | 50,38% (2° turno) | Eleita    | [ 14 ] |